# Castello di Brianza
Castello di Brianza là một đô thị trong tỉnh Lecco, trong vùng Lombardia của Ý, cự ly khoảng 35 km về phía đông bắc của Milan và khoảng 11 km về phía tây nam của Lecco. Tại thời điểm ngày 31 tháng 12 năm 2004, đô thị này có dân số 2.306 người và diện tích là 3,6 km².
Castello di Brianza giáp các đô thị: Barzago, Colle Brianza, Dolzago, Rovagnate, Santa Maria Hoè, Sirtori.